# Festival Express
Pour plus de détails, voir Fiche technique et Distribution.
Festival Express est un documentaire musical réalisé par Bob Smeaton, retraçant l'excursion du Canadian Festival Express Tour en 1970.
Conçu au départ pour capitaliser sur le nouvel engouement pour les festivals de musique présentant de nombreux artistes sur plusieurs jours, le Festival Express reste encore aujourd'hui le concert le plus long de toute l'histoire de la musique rock jamais organisé, le magazine Rolling Stone allant jusqu'à le surnommer « The Million Dollar Bash ».
Le documentaire paraît en DVD le 24 juillet 2004 aux États-Unis, soit près de trente-cinq ans après les événements.

## Genèse
Du 28 juin au 4 juillet 1970, deux jeunes promoteurs canadiens, Ken Walker et Thor Eaton, ont l'idée de louer un train entier qu'ils remplissent de musiciens. Le but consiste à parcourir le Canada d'est en ouest, de Toronto à Calgary, en passant par Winnipeg, sur plus de trois mille cinq cents kilomètres. Des concerts sont prévus à chaque étape. Pour ce trip psychédélique, ils parviennent à faire embarquer Janis Joplin, The Band, Grateful Dead, Delaney & Bonnie, Buddy Guy, Ian and Sylvia, Sha Na Na, entre autres. Le Festival Express doit être un festival « mobile », les artistes devant apparaître lors de différents concerts aux quatre coins du territoire canadien.
Le premier concert doit avoir lieu le 24 juin à Montréal, mais le spectacle est finalement interdit par le maire de la ville, Jean Drapeau, qui refuse d'être confronté à deux événements populaires le même soir dans sa ville et se clore à Vancouver les 4 et 5 juillet, mais également refusé par la municipalité qui ne veut pas d'un festival hippie. Par conséquent, Vancouver est remplacé par Calgary pour conclure le festival.
Complètement livrés à eux-mêmes, les musiciens s'accordent à dire que cette épopée en train serait « la fête ultime », ces cinq jours en train étant l’occasion pour eux de se détendre tous ensemble dans un environnement qui ne sera plus jamais recréé par la suite et s’en donnent à cœur joie : drogues, alcool, conversations psychédéliques et musique bigarrée.
Toutefois, tout comme Woodstock, le Festival Express est victime de la contre culture de l’époque. Lors des deux journées d’ouverture, à Toronto, le ton est donné. Le prix d’entrée est fixé à 14 dollars pour assister aux concerts de plus de vingt groupes sur deux jours. Pour certains, sensibles aux mouvements protestataires du moment, la musique doit rester gratuite pour tous. Un groupe bien organisé, dénommé le « M4M » (May 4th Movement) inonde alors la ville de tracts incitant à forcer les barrières au lieu de payer le billet d’entrée. Les scènes de chaos du concert de Toronto permettent de mieux comprendre la politique de l’époque. Les fans essaient d’escalader les barrières alors que la police montée tente en vain de les en dissuader. Dans ce contexte, Jerry Garcia, membre du Grateful Dead, propose d'organiser un concert gratuit dans un parc de la ville. À Winnipeg, arrêt suivant du train, une conférence de presse est organisée, au cours de laquelle les promoteurs tentent de se justifier devant des médias hostiles.

## Les chansons

### Performances incluses dans le film
- Casey Jones / Grateful Dead (générique de début)
- Don't Ease Me In / Grateful Dead
- Friend Of The Devil / Grateful Dead
- Slippin' And Slidin' / The Band
- Better Take Jesus' Hand / ("Jordan") solo dans le train par Jerry Garcia
- Comin' Home Baby / Mashmakhan
- Money (That's What I Want) / Buddy Guy Blues Band
- Lazy Day / The Flying Burrito Brothers
- The Weight / The Band
- Cry Baby / Janis Joplin
- I Can't Do It Baby / Buddy Guy et  Jerry Garcia
- Ain't No More Cane / jam session dans le train avec Rick Danko, Janis Joplin, Jerry Garcia and Bob Weir
- Soul Jam / Buddy Guy et Rick Danko
- Rock & Roll Is Here to Stay / Sha Na Na
- New Speedway Boogie / Grateful Dead
- C.C. Rider / Ian and Sylvia
- I Shall Be Released / The Band
- Tell Mama / Janis Joplin
- Me And Boddy McGee / Janis Joplin (générique de fin)
- Better Take Jesus Hand / New Riders Of The Purple Sage (générique de fin)

### Chansons rajoutées en bonus sur le DVD
- 13 Questions / Seatrain
- Child's Song / Tom Rush
- Thirsty Boots / Eric Andersen
- As the Years Go By / Mashmakhan
- Tears of Rage / Ian and Sylvia
- Hoochie Coochie Man / Buddy Guy Blues Band
- Hard to Handle / Grateful Dead
- Easy Wind / Grateful Dead
- Kozmic Blues / Janis Joplin
- Move Over / Janis Joplin

## Autres performances
Les performances de Long Black Veil et Rockin' Chair par The Band, filmées le 5 juillet 1970 à Calgary, apparaissent sur leur album, A Musical History.

## Autres artistes
Les artistes et groupes suivant n'ont pas figuré dans le film ou dans les bonus du DVD :
- Robert Charlebois
- Mountain (un membre du groupe Leslie West apparaît au début du film)
- Ten Years After (uniquement produit à Toronto. Les prestations de I'm Going Home et Slow Blues In C ont été filmées, mais le guitariste et chanteur du groupe Alvin Lee n'aurait pas approuvé leur apparition dans le film, déclarant que sa guitare était désaccordée. La source provient de Gavin Poolman, producteur du film, en mai 2011)

## Le film

### Production
Le Festival Express s'est avéré être un véritable désastre financier et tout projet de film fut en conséquence abandonné peu après. Les bandes restèrent entreposées dans le garage du producteur Willem Poolman pendant plus de trente ans.
En 1999, les producteurs Garth Douglas et James Cullingham retrouvent les bandes au Canadian National Archives à Ottawa où elles avaient été maintenues en parfait état et encore inconnus du grand public. L'idée de ressusciter le film est alors lancée. Garth entre alors en contact avec Gavin Poolman, fils de Willem Poolman qui est basé à Londres. Gavin produit le film en collaboration avec un vieil ami de lycée John Trapman, ainsi que Bob Smeaton, qui a réalisé de la série documentaire The Beatles Anthology retraçant l'histoire des Beatles.
Les images du train sont tournées avec une ou deux caméras dans un style Cinéma vérité. Des images d’une frénésie de shopping à Saskatoon sont entrecoupées de celles de Janis Joplin chantant avec Jerry Garcia, Bob Weir et Rick Danko, de Delaney Bramlett en plein jam avec les membres de Mountain, du bassiste de Buddy Guy fredonnant des vieux airs de soul.
Le montage du film correspond à l’époque du tournage. Les techniques télévisuelles modernes n’ont pas été utilisées. L’écran est parfois divisé en deux, ce qui permet visualiser de nombreuses heures d’images qui auraient sinon sombré dans l’oubli. Enfin, outre les échanges enregistrés lors du tournage, le film propose des interviews avec une sélection de musiciens, de techniciens et d’amateurs de musique présents à l’époque pour donner aux spectateurs d’aujourd’hui (et de demain) la pleine mesure de ce qui fut probablement la dernière grande virée rock & roll.

### Musique
La musique est produite par Eddie Kramer, ingénieur du son et producteur de Jimi Hendrix et Led Zeppelin et mixée dans les studios de Metalworks, à Toronto.

## Sortie et accueil

### Première du film
La première mondiale du Festival Express eu lieu au Festival international du film de Toronto 2003.

### Sortie DVD
Le 2 novembre 2004, un double DVD est publié par Line Video New Home.

### Box-office
À sa sortie, Festival Express récolte plus de 1,2 million de dollars au box-office américain, tandis que le DVD entre directement en première position des meilleures ventes sur le site amazon.com en récoltant une note de 4,5 étoiles sur 5. Selon Rotten Tomatoes, Festival Express été le deuxième film le plus acclamé par la critique en 2004.